# 芦辺町

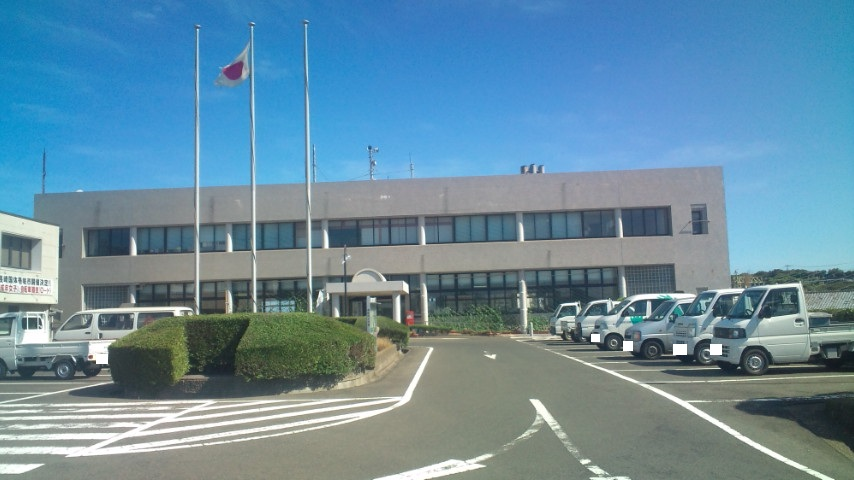
旧・芦辺町役場
（現・壱岐市役所芦辺庁舎）

芦辺町（あしべちょう）は、かつて長崎県の壱岐島北東部にあった町。壱岐郡に属した。2004年3月1日に郷ノ浦町、勝本町、石田町と合併し市制施行、壱岐市となり自治体としては消滅した。

## 地理
壱岐島の北東部に位置する。
- 山：男岳、女岳、津の上山（角上山）、鉾の木山、高尾山
- 島嶼：青島、赤島、名島、小島
- 半島：八幡半島
- 河川：谷江川、幡鉾川、津合橋川、庄屋川、椎ノ木川、牧川、橋本川、恵美川、蟹田川、深谷川、山川、雨淵川
- 港湾：芦辺漁港

## 歴史
- 1889年（明治22年）4月1日 - 町村制施行により、壱岐郡のうち後の町域にあたる以下の各村が発足。
  - 田河村（深江村・諸吉村が合併）
  - 那賀村（中野郷村・国分村・住吉村・湯岳村が合併）
  - 箱崎村（単独村制）
- 1947年（昭和22年）11月3日 - 田河村が町制施行、田河町となる。
- 1955年（昭和30年）4月1日 - 田河町と那賀村が合併し、芦辺町が発足。町名は地内の芦辺浦を由来とし「歴史的に由緒深い名称である」として採用された[1]。
- 1956年（昭和31年）9月30日 - 箱崎村を編入。
- 1961年（昭和36年）4月1日 - 芦辺町のうち湯岳射手吉触の全域、及び湯岳興触の一部を石田村（後の石田町）に編入[2]。
- 2004年（平成16年）3月1日 - 郷ノ浦町、勝本町、石田町と合併し市制施行。壱岐市が発足し、芦辺町は自治体として消滅。

## 行政
歴代町長
- 初代 - 松永利光（1955年（昭和30年）4月30日 - 1959年（昭和34年）3月31日）
- 第2代 - 長嶋博之（1959年（昭和34年）5月1日 - 1975年（昭和50年）4月30日）
- 第3代 - 山口定德（1975年（昭和50年）5月1日 - 1987年（昭和62年）4月30日）
- 第4代 - 大皿川惠（1987年（昭和62年）5月1日 - 2003年（平成15年）4月30日）
- 第5代（最終）- 白川博一（2003年（平成15年）5月1日 - 2004年（平成16年）2月29日）

## 地域

### 地名
触・浦を行政区域とする。大字は設置していない。
旧田河町
田河町時代は「深江」「諸吉」の2大字が存在したが、芦辺町発足時に大字を廃止した。その際に芦辺浦を除く全ての触が改称している。大字の区域及び改称前の触の詳細は田河町#地名を参照。
- 芦辺浦
- 深江栄触
- 深江鶴亀触
- 深江東触
- 深江平触
- 深江本村触
- 深江南触
- 諸吉大石触
- 諸吉仲触
- 諸吉東触
- 諸吉二亦触
- 諸吉本村触
- 諸吉南触

旧那賀村
那賀村時代は「中野郷」「国分」「住吉」「湯岳」の4大字が存在したが、芦辺町発足時に大字を廃止した。その際に全ての触が改称している。大字の区域及び改称前の触の詳細は那賀村#地名を参照。
- 国分川迎触
- 国分当田触
- 国分東触
- 国分本村触
- 住吉後触
- 住吉東触
- 住吉前触
- 住吉山信触
- 中野郷東触
- 中野郷仲触
- 中野郷西触
- 中野郷本村触
- 湯岳射手吉触 - 1961年、石田村（後の石田町）に編入[2]。
- 湯岳興触 - 1961年、一部を石田村（後の石田町）に編入[2]。
- 湯岳今坂触
- 湯岳本村触

旧箱崎村（1956年編入）
芦辺町編入時に瀬戸浦を除く全ての触が改称した。改称前の触の詳細は箱崎村#地名を参照。
- 瀬戸浦
- 箱崎江角触
- 箱崎釘ノ尾触
- 箱崎大左右触
- 箱崎谷江触
- 箱崎中山触
- 箱崎本村触
- 箱崎諸津触

## 教育
- 中学校
  - 芦辺町立田河中学校（2011年閉校、他2校と統合し壱岐市立芦辺中学校が開校）
  - 芦辺町立那賀中学校（同上）
  - 芦辺町立箱崎中学校（同上）
- 小学校
  - 芦辺町立芦辺小学校
  - 芦辺町立瀬戸小学校
  - 芦辺町立田河小学校
  - 芦辺町立那賀小学校
  - 芦辺町立八幡小学校
  - 芦辺町立箱崎小学校

## 名所・旧跡・観光スポット・祭事・催事
- 原の辻遺跡
- 長者原化石層[3]
- 壱岐国分寺
  - 壱岐島分寺跡
- 安国寺
- 壱岐神社
- 興神社
- 住吉神社
- 月讀神社
- 壱岐古墳群
  - 兵瀬古墳（国分本村触）
  - 鬼の窟古墳（国分本村触）
- 大塚山古墳
- 左京鼻
- 赤瀬鼻
- 清石浜
- 少弐公園
  - 弘安の役瀬戸浦古戦場[4]
- 鬼の窟
- 男岳神社石猿群
- はらほげ地蔵

## 芦辺町出身の著名人
- 岡本隆子（タレント・吉本新喜劇座員・3代目笑福亭仁鶴夫人）旧那賀村出身。
- 真鍋儀十（政治家・文学研究家）旧箱崎村出身。